# Elektrische Flussdichte
Die elektrische Flussdichte {\displaystyle {\vec {D}}} (von englisch displacement) – auch elektrische Erregung, dielektrische Verschiebung, Verschiebungsdichte oder Verschiebungsflussdichte genannt – beschreibt die Fähigkeit des elektrischen Feldes eine Oberflächenladungsdichte σ auf einer Metallfläche zu influenzieren und wird dieser betragsmäßig gleichgesetzt. Sie unterscheidet sich somit von der elektrischen Feldstärke {\displaystyle {\vec {E}}}, die über die Kraftwirkung auf eine Probeladung definiert ist. Anschaulich kann sie als Dichte der elektrischen Feldlinien in Bezug auf eine Fläche gedeutet werden. Sie ist eine physikalische Größe der Elektrostatik und Elektrodynamik und wird gemäß dem internationalen Einheitensystem in der Einheit Coulomb pro Quadratmeter (C/m²) angegeben. 
Die elektrische Flussdichte ist eine vektorielle, also gerichtete Größe – im Gegensatz zur skalaren Flächenladungsdichte σ, die in derselben Einheit angegeben wird. Die Richtung ergibt sich aus dem Oberflächennormalenvektor der metallischen "Testfläche", wenn diese so orientiert ist, dass die maximal Flächenladungsdichte influenziert wird.

## Fachsprachliche Bezeichnung
Das International Electrotechnical Vocabulary (IEV) verwendet die Bezeichnung „Elektrische Flussdichte“ (electric flux density) und lehnt „Verschiebung“ (displacement) sowie „Verschiebungsdichte“ als „veraltet“ ab. „Elektrische Erregung“ wird überhaupt nicht erwähnt.

## Zusammenhang mit dem elektrischen Fluss
Der elektrische Fluss {\displaystyle {\mathit {\Psi }}}, der durch eine beliebige Fläche A hindurchtritt, ist gleich dem Flächenintegral der elektrischen Flussdichte D. Dabei trägt nur jener Anteil des elektrischen Flusses bei, der normal zur Fläche A steht. Mathematisch wird dies ausgedrückt mittels Vektoren und durch die Operation des Skalarprodukts (inneren Produkts):
{\displaystyle {\mathit {\Psi }}=\int \limits _{A}{\vec {D}}\cdot \mathrm {d} {\vec {A}}}
Der elektrische Fluss durch eine geschlossene Fläche ist somit gleich der von dieser Fläche eingeschlossenen elektrischen Ladung:
{\displaystyle \oint _{A}{\vec {D}}\;\cdot \mathrm {d} {\vec {A}}=\int _{V}\rho \;\mathrm {d} V=Q}
Die zeitliche Änderung der elektrischen Flussdichte steht als maxwellscher Verschiebungsstrom im erweiterten ampèreschen Gesetz.

## Zusammenhang mit der elektrischen Feldstärke
Allgemein lässt sich die elektrische Flussdichte schreiben als Summe der Polarisation {\displaystyle {\vec {P}}} und des Produktes der elektrischen Feldstärke {\displaystyle {\vec {E}}} mit der elektrischen Feldkonstante (Dielektrizitätskonstante bzw. Permittivität des Vakuums) {\displaystyle \varepsilon _{0}}:
{\displaystyle {\vec {D}}=\varepsilon _{0}{\vec {E}}+{\vec {P}}}
Im Fall des Vakuums verschwindet die Polarisation, dann steht die elektrische Flussdichte in einem einfachen Zusammenhang mit der elektrischen Feldstärke:
{\displaystyle {\vec {D}}=\varepsilon _{0}{\vec {E}}}
Im Fall eines linearen, isotropen Mediums als Dielektrikum, in dem die elektrische Flussdichte gemessen wird, verändert sich der Zusammenhang zwischen der elektrischen Flussdichte und der elektrischen Feldstärke um die relative Permittivität {\displaystyle \varepsilon _{\mathrm {r} }}:
{\displaystyle {\vec {D}}=\varepsilon _{\mathrm {r} }\varepsilon _{0}{\vec {E}}}
Im Fall eines anisotropen Mediums, wie es für Einkristalle typisch ist, zeigt die elektrische Flussdichte nicht mehr notwendigerweise in Richtung der elektrischen Feldstärke. Hängen die beiden Größen linear zusammen, so lässt sich ein Tensor 2. Stufe als eindeutiger Proportionalitätsfaktor angeben:
{\displaystyle {\vec {D}}={\begin{pmatrix}\varepsilon _{11}&\varepsilon _{12}&\varepsilon _{13}\\\varepsilon _{21}&\varepsilon _{22}&\varepsilon _{23}\\\varepsilon _{31}&\varepsilon _{32}&\varepsilon _{33}\end{pmatrix}}\varepsilon _{0}{\vec {E}}}
Eine Folge eines solchen Zusammenhangs ist die Doppelbrechung.
Ein Beispiel für nichtlineares Verhalten zwischen elektrischem Feld und Fluss stellen Ferroelektrika dar, die nach dem Anlegen eines starken Feldes einen Teil ihrer Polarisation behalten, weitere Beispiele findet man in der nichtlinearen Optik.

## Elektrische Flussdichte im Plattenkondensator
Im Plattenkondensator mit parallelen Platten zeigt die elektrische Flussdichte in Richtung der Flächennormale der Kondensatorplatten. Ihr Betrag ist dabei:
{\displaystyle |{\vec {D}}|={\frac {Q}{A}}}.
Dabei ist
- {\displaystyle Q} die Ladungsmenge eines Plattenkondensators
- {\displaystyle A} die Fläche seiner Platten.

Alternativ lässt sich das wegen der Proportionalität von elektrischer Feldstärke {\displaystyle E} und Flächenladungsdichte {\displaystyle \sigma ={\frac {Q}{A}}} auch schreiben als
{\displaystyle |{\vec {D}}|=\varepsilon _{\mathrm {r} }\,\varepsilon _{0}\,|{\vec {E}}|}